# Cerastis
Cerastis is een geslacht van nachtvlinders uit de familie van de uilen (Noctuidae).

## Species
- Cerastis cornuta (Grote, 1874)
- Cerastis enigmatica Lafontaine & Crabo, 1997
- Cerastis faceta (Treitschke, 1835)
- Cerastis fishii (Grote, 1878)
- Cerastis gloriosa Crabo & Lafontaine, 1997
- Cerastis leucographa – Witringuil (Denis & Schiffermüller, 1775)
- Cerastis orientalis Boursin, 1948
- Cerastis pallescens (Butler, 1878)
- Cerastis robertsoni Lafontaine & Crabo, 1997
- Cerastis rubricosa – Rode vlekkenuil (Denis & Schiffermüller, 1775)
- Cerastis salicarum (Walker, 1857)
- Cerastis tenebrifera (Walker, 1865)
- Cerastis violetta Boursin, 1955

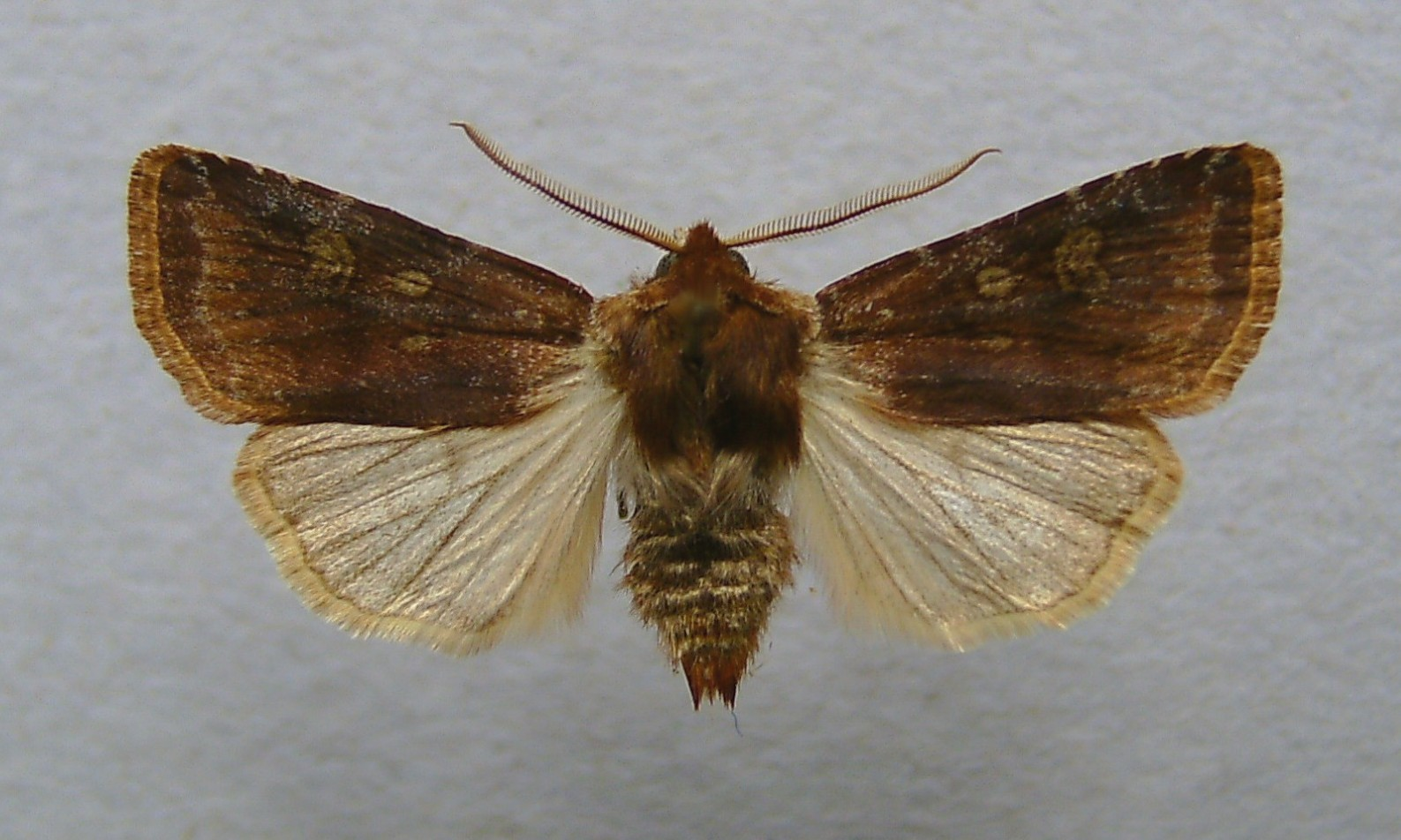
Cerastis leucographa Witringuil